# Gino Meneghetti
Gino Amleto Meneghetti, nascido Amleto Giotto Sabindo Forestal Menichetti (Vicopisano, 1 de julho de 1878 — São Paulo, 23 de maio de 1976) foi um criminoso italiano que, radicado no Brasil, ganhou fama ao ter seus feitos noticiados pela imprensa — de forma muitas vezes sensacionalista — chegando ao ponto de ser tachado pelos jornais de "o bom ladrão" e "o maior gatuno da América Latina". Foi apelidado também de "gato de telhado", devido a sua facilidade de se locomover pelo telhado das casas para fugir dos cercos das autoridades.
Com o passar do tempo, suas façanhas foram sendo esquecidas, e apesar de atualmente Meneghetti ser praticamente desconhecido de grande parte da população, continua a ocupar lugar de destaque entre os maiores bandidos da história brasileira.

## Biografia

### Infância e juventude
Gino Amleto Meneghetti nasceu com o nome de Amleto Giotto Sabindo Forestal Menichetti em 1 de julho de 1878 em Lugnano, uma aldeia de pescadores nos arredores de Vicopisano, na região italiana da Toscana. Era filho de Maria Laudomia Taccola e de Arcangiolo "Angelo" Menichetti, transportador de areia no rio Arno. Buscando melhores condições financeiras, Angelo conseguiu emprego em uma fábrica, para onde mudou-se com a família. Ali seu filho Gino passou a conviver com um bando de meninos de sua faixa etária, que praticavam pequenos furtos — geralmente frutas, galinhas e objetos de pouco valor — nos arredores de Pisa. É preso pela primeira vez aos onze anos de idade, passando três dias no Reformatório de S. Mateus, em Pisa. Volta a estudar, mas o bom comportamento não perdura; é detido novamente aos treze anos, e a partir daí sucede-se uma série de prisões por furto qualificado. Meneghetti revolta-se com sua condição social e com a repressão das autoridades, tornando-se um elemento marcado pela polícia.
Instado a mudar de vida, volta a estudar aos dezesseis anos, aprendendo o ofício de mecânico e serralheiro. Reúne algumas economias e parte para a França, indo morar com um de seus tios, proprietário de um restaurante em Marselha. É preso novamente, desta vez por porte ilegal de armas, sendo encaminhado para a prisão de Saint-Pierre. Aos vinte anos é deportado, retornando a seu país natal. Convocado para o serviço militar, simula loucura. Examinado por um psiquiatra, Eugenio Tanzi, é diagnosticado como alienado. Entre 1905 e 1910 é internado em uma série de manicômios italianos, sendo considerado pelas autoridades médicas um "louco moral" e "alienado mental".

### Chegada ao Brasil
No início do século XX, Meneghetti já era um ladrão profissional, sendo detido diversas vezes. Cumpriu sua última condenação em Pisa, e decidiu emigrar para o Brasil, onde tinha parentes. Desembarca no Porto de Santos em 25 de junho de 1913 a bordo do navio italiano "Tomaso di Savoia". Aos 35 anos de idade e com um histórico criminal já bastante extenso — inclusive fichado na Interpol — sua chegada foi precedida de um dossiê da polícia italiana enviado às autoridades brasileiras que o definia como "um elemento perigoso, condenado numerosas vezes por crime contra a propriedade e por violência contra agentes da força pública". O documento ainda dizia que em 1912 ele fora condenado a 18 meses de prisão, por tentativa de violência carnal.
Nesse meio tempo, Meneghetti — então morando com uma tia em São Paulo — conhece, em um restaurante que costumava freqüentar, Concetta Tovani. Olimpio Giusti, proprietário do restaurante e tio de Concetta, não aprovou o relacionamento, e Meneghetti tomou então a decisão que lhe pareceu mais apropriada: raptou-a. Casou-se, tendo com ela cinco filhos, sendo que apenas dois, Spartaco e Lenine, sobreviveram. Passou a trabalhar como pedreiro, mas perdeu o emprego pouco depois ao brigar com o mestre-de-obras e atirar-lhe um balde de cal no rosto. Foi a partir de então que provavelmente passou a se dedicar com mais afinco a outro tipo de "profissão": a de assaltante.[carece de fontes?]
Seu primeiro furto de relevo foi contra a Casa Sarli, tradicional loja de armas importadas. Adentrando o porão do estabelecimento Meneghetti conseguiu, depois de muito esforço, arrombar o assoalho e entrar no depósito. Carregou consigo os armamentos de preço e qualidade mais elevados. A polícia, ao ficar sabendo mais tarde do comércio ilegal de armas estrangeiras, não tardou a chegar ao autor do roubo.

### Surgimento de uma lenda

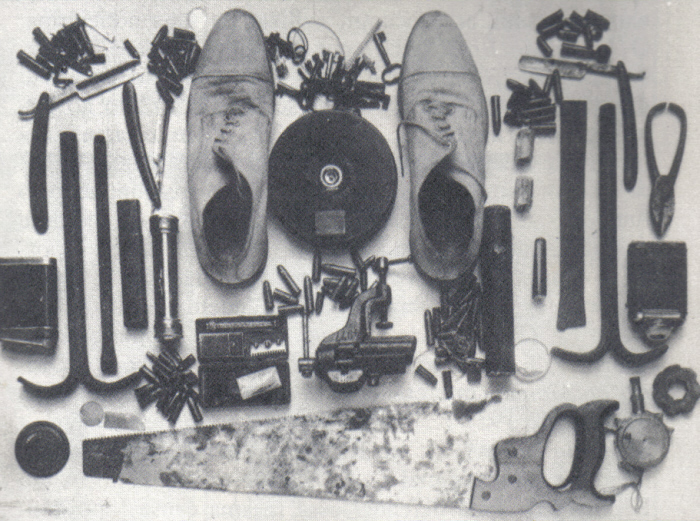
O "equipamento de trabalho" de Meneghetti.

Meneghetti é detido em 31 de março de 1914. Condenado a 8 anos, é mandado para a Cadeia da Luz. Considerado preso de conduta incorrigível, torna-se vítima frequente dos castigos regulamentares — e é numa dessas ocasiões, confinado na solitária (então um poço redondo e isolado), que empreende a primeira de uma série de fugas inusitadas. Escalando as paredes do poço, força a tampa, feita de ferro-gusa, até ela ceder, escapando, nu e faminto, pelas ruas de São Paulo.
Perseguido pela polícia, passa os anos seguintes escondendo sua verdadeira identidade sob vários codinomes, como Mario Mazzi, Antônio Garcia, Angelo Bianchi, Amleto Gino, Amleto detto Gino, Menotti Menichetti e Italo Bianchi.
Perambulando pelo sul do Brasil, estabelece-se como comerciante em Curitiba. Mais tarde passa por Porto Alegre, Florianópolis e cruza a fronteira, empreendendo roubos em Montevidéu e Buenos Aires. Desperta suspeita e decide retornar ao Rio Grande do Sul, onde, em 24 de julho de 1924, apresenta-se às autoridades para tirar uma carteira de identidade com nome falso. Além de sair de documento novo, ainda arranja com a polícia um atestado de boa conduta.
Decide voltar ao sudeste. Em sua passagem por  Juiz de Fora leva, entre dinheiro e joias, a quantia de 20 contos de réis, valor extremamente alto na época. É apanhado no Rio de Janeiro, mas fingindo-se de louco, é internado no Hospital dos Alienados, em Praia Vermelha. Em 14 de novembro de 1919, com prisão preventiva decretada, é transferido para a Cadeia de Juiz de Fora, de onde consegue fugir seis dias depois. Volta a São Paulo, desta vez usando o nome de seu irmão maia velho, Menotti Menichetti. Vai morar no Bixiga com a mulher e os dois filhos, imaginando que ali estaria a salvo do assédio da polícia.
Já então vivia intensamente a vida de gatuno, assaltando casas comerciais e residenciais, arrombando cofres e roubando jóias — sempre das luxuosas mansões das avenidas Brigadeiro Luis Antônio, Angélica e Paulista. A tática era invariavelmente a mesma: Meneghetti agia sozinho, e nunca ficava mais de cinco minutos em cada residência. Para saber qual delas estava desocupada, vigiava as garagens, anotando o número da placa de cada veículo. Mais tarde, passava pela Praça da República para verificar se algum deles estava lá estacionado.
Por roubar somente dos mais ricos, sem ferir ou provocar vítimas e ainda conseguir escapar incólume, tornou-se um figura mitológica para uma imprensa carente de notícias. Mas a notoriedade neste caso veio na contramão para Meneghetti: a polícia, pressionada pela cobertura dos jornais e a consequente repercussão entre o público, decide apanhá-lo a qualquer custo.

### "Il Nerone di San Paolo!"

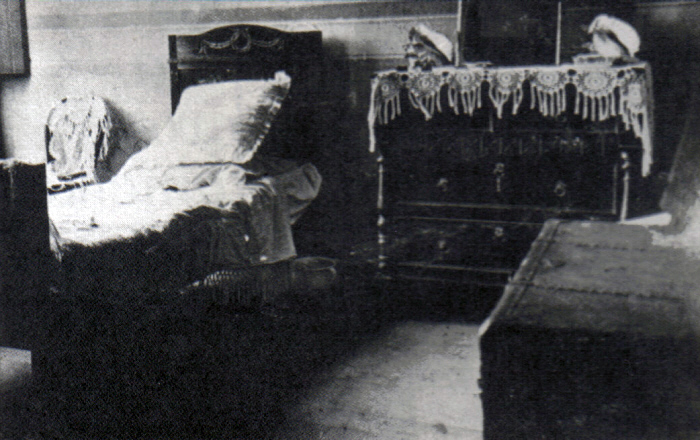
Quarto na Rua Joli, São Paulo, onde Meneghetti escondia o produto de seus roubos

Como parte das investigações, a delegacia de roubos cumpre, no dia 3 de abril de 1926, um mandado de busca e apreensão à residência de Meneghetti, situada na Rua da Abolição, número 31. Lá, encontra duas malas repletas de joias, dinheiro, armas e documentos. Ele consegue fugir, mas sua esposa Concetta é presa. Os filhos do casal, menores de idade, passam para a guarda de parentes.
Meneghetti começa a enviar cartas às redações de jornais desafiando a polícia. Aluga um quarto na Rua Joli, número 117, seu novo esconderijo. Os roubos continuam.
Para detê-lo arma-se então um dos maiores esquemas policiais de que a cidade tivera notícia até então.  O cerco foi armado — mobilizando diversos elementos do Corpo de Bombeiros, da Força Pública e da Guarda Civil — e uma armadilha preparada na casa onde estavam os filhos de Meneghetti. Segundo a crônica policial da época, o bandido, acuado, efetua vários disparos, ferindo gravemente o comissário Waldemar Dória. Foge para o telhado, e de lá grita para os policiais e para a multidão reunida na rua: "Io sono Meneghetti! Il Cesare! Il Nerone di San Paolo!" ("Eu sou Meneghetti! O César! O Nero de São Paulo!").
Depois de passar a tarde e a noite pulando de telhado em telhado na vizinhança da rua dos Gusmões, é preso no dia 4 de junho, na casa de número 25 da rua dos Andradas, sendo encontrado com ele alguma munição e um revólver Smith & Wesson calibre .32. Obrigado a revelar seu esconderijo, vê as joias que roubara e seus diversos equipamentos usados nas incursões noturnas serem apreendidos pela polícia. Meneghetti é condenado a 43 anos, dois meses e 10 dias de cadeia, pena mais tarde comutada para 25 anos.
Quanto ao conjunto de joias, tempos depois desaparece misteriosamente do gabinete policial, nunca mais sendo visto.

### Sucessão de prisões

Em 1970.

Como punição pela morte do comissário Dória, e mesmo negando o crime, ao alegar que a bala que o matou era de calibre .38, em contraste ao revólver .32 encontrado consigo, Meneghetti passa 18 anos dentro de uma cela blindada (uma "jaula", segundo reportagens publicadas na época pelo jornal O Estado de S. Paulo) no presídio de Carandiru. Vira alvo de curiosidade na prisão, sendo visitado constantemente. Nessas ocasiões, se punha a gritar "io sono un uomo!" ("eu sou um homem!"), entrando em estado de agitação. Para acalmá-lo, os guardas o deixavam sem comida e em regime ainda mais isolado.
É solto em 17 de janeiro de 1945, mas permanece apenas 60 dias em liberdade.
Daí em diante sua vida se torna uma sucessão de prisões e fugas: ainda em 1945 é preso por tentativa de homicídio, passando sete anos na cadeia. Sai em 1952. Dois anos depois, em março de 1954, tenta assaltar uma casa na Vila Mariana. Preso, passa mais três anos atrás das grades, sendo libertado em 15 de outubro de 1959. Em 3 de março de 1960 ganha do governo uma banca de jornal na esquina da rua Amador Bueno com a avenida Ipiranga.

### Fim de carreira

Em 1970.

Nos quatro anos seguintes foi preso mais duas ou três vezes, como na noite de 22 de setembro de 1964, quando é apanhado carregando joias avaliadas em torno de 150 mil cruzeiros. É libertado a 23 de dezembro de 1966, aos 78 anos de idade, e vai morar com os filhos no bairro de Vila Guarani. No mesmo ano, vai se queixar ao prefeito José Vicente Faria Lima que sua banca ficara abandonada enquanto ele estava preso.
É surpreendido pela polícia novamente em fevereiro de 1968 tentando roubar uma casa. Foge pelo telhado, mas a sorte então já não era mais a mesma; num dos saltos quebra as telhas, cai no banheiro de uma residência e é apanhado. Permanece um ano preso, mas não resiste e tenta um novo golpe. É detido novamente. Já resignado de sua condição, declara ao delegado: "Não é possível ser um bom ladrão sem ter os ouvidos em bom funcionamento. Acho que terei de me aposentar". Dada sua idade avançada, a queixa é retirada e Gino, liberado.
No começo dos anos 1970 Meneghetti volta a ser destaque na imprensa. Desta vez transformado em um charmoso anti-herói, ele passa a ser tratado como o símbolo romantizado de um ladrão original, solitário e diferente dos demais. Por ser a última representação imputada a ele, foi assim que passou à posteridade.
Em outubro de 1975, o boato de que Meneghetti teria falecido movimenta os jornais. Na verdade, sofrendo de complicações cardíacas, esteve internado no Hospital Samaritano. Morre em maio de 1976, com quase 98 anos de idade, vítima de trombose. Como era seu desejo, foi cremado.

## Mídia
Os feitos de Meneghetti inspiraram diversos livros contando sua história. O primeiro foi Memórias, lançado em 22 de janeiro de 1960. Foi narrado pelo próprio criminoso ao escritor M. A. Camacho, e, além da edição em livro, foi publicado em capítulos no jornal A Última Hora. Em 1983, Geraldo Sesso Jr. escreveu Retalhos da Velha São Paulo, que conta diversos episódios da história recente de São Paulo — e, entre eles, as escapadas de Meneghetti. O Grande Ladrão (1990)  de Renato Modernell trata-se de uma biografia romanceada da vida do criminoso, direcionada particularmente ao público jovem. Em 1993, a tese de mestrado de Célia de Bernardi gerou O Lendário Meneghetti: Imprensa, Memória e Poder, no qual a autora analisa a trajetória de Meneghetti a partir da trama armada pelo poder público e pela imprensa, detalhando as polêmicas criadas em torno disso. Ao mesmo tempo, a autora traça um paralelo com os problemas ocasionados pelo crescimento desordenado e o aumento da criminalidade em São Paulo.[carece de fontes?]
Entre os livros mais recentes estão as biografias O Incrível Meneghetti (2001), de Paulo José da Costa Júnior, que narra a juventude de Meneghetti, seus roubos e estadias na prisão, sendo ilustrada com dezenas de fotografias, e Meneghetti - O Gato dos Telhados (2010), de Mouzar Benedito, que mistura a história do italiano com trechos sobre o cotidiano da cidade de São Paulo. Ele aparece também como um dos personagens retratados em O Mistério das Bolas de Gude: Histórias de Humanos Quase Invisíveis (2006), de Gilberto Dimenstein, que trata da evolução da criminalidade e de estratégias para a inclusão social.[carece de fontes?]
Meneghetti também teve sua vida adaptada para a sétima arte com um curta-metragem em forma de documentário intitulado Dov´è Meneghetti? e lançado em 1989. Dirigido por Beto Brant, o curta foi premiado no Festival do Rio BR (1989) e no Festival de Curitiba (1990) na categoria "Melhor Filme" e teve sequências rodadas nos tetos de antigos prédios, lembrando a São Paulo dos anos 1920.